# Rizwan Manji
Rizwan Manji (Toronto, 17 oktober 1974) is een Canadees acteur, filmproducent, filmregisseur en scenarioschrijver.

## Carrière
Manji begon in 1997 met acteren in de film Sue, waarna hij nog meerdere rollen speelde in films en televisieseries. Hij is onder anderen bekend van Transformers (2007), Privileged (2008-2009), Better Off Ted (2009-2010), Outsourced (2010-2011) en The Wolf of Wall Street (2013).
Manji heeft in 2004 als filmproducent, filmregisseur en scenarioschrijver de film Fillum Star: The Peter Patel Story gemaakt.

## Filmografie

### Films
Selectie:
- 2023 Shazam! Fury of the Gods - als Docent
- 2016 Paterson - als Donny
- 2015 Equals - als Gilead
- 2013 The Wolf of Wall Street - als Kalil
- 2013 Don Jon - als leraar
- 2012 The Dictator - als patiënt
- 2007 Charlie Wilson's War - als kolonel Mahmood
- 2007 Transformers - als Akram
- 2002 The Guru - als ober op feest

### Televisieseries
Uitgezonderd eenmalige gastrollen.
- 2022-2023 ZARQA - als Yusuf - 6 afl.
- 2022 Best Foot Forward - als mr. Polk - 3 afl.
- 2022 Peacemaker - als Jamil - 3 afl.
- 2020-2021 Mira, Royal Detective - als mr. Khan (stem) - 8 afl.
- 2021 Atypical - als adjunct-directeur Patrick - 3 afl.
- 2019-2020 Sydney to the Max - als adjunct-directeur Virman - 5 afl.
- 2020 Mira, Royal Detective - als Ajhay Sharma (stem) - 3 afl.
- 2015-2020 Schitt's Creek - als Ray Butani - 14 afl.
- 2019-2020 Perfect Harmony - als eerwaarde Jax - 13 afl.
- 2017-2020 The Magicians - als Tick Pickwick - 24 afl.
- 2018 Rob Riggle's Ski Master Academy - als Todd - 8 afl.
- 2017 Mr. Robot - als Norm - 4 afl.
- 2017 Mondays - als reisleider - 2 afl.
- 2015-2016 Bella and the Bulldogs - als mr. Matoo - 2 afl.
- 2015 Backstrom - als dr. Deb Chaman - 5 afl.
- 2013-2014 Dog with a Blog - als dr. Young - 2 afl.
- 2014 Mom - als dr. Bellin - 2 afl.
- 2012-2014 Crash & Bernstein - als dr. Gordon - 2 afl.
- 2013 Lucky 7 - als Ahsan Lashiri - 3 afl.
- 2012 Squad 85 - als Cubby - 3 afl.
- 2010-2011 Outsourced - als Rajiv Gidwani - 22 afl.
- 2009-2010 FlashForward - als Maneesh Sandhar - 3 afl.
- 2010 24 - als Ahman - 3 afl.
- 2009-2010 Better Off Ted - als Rick - 5 afl.
- 2009 Three Rivers - als dr. Drev - 3 afl.
- 2008-2009 Privileged - als Rami de butler - 10 afl.

- Gemeinsame Normdatei: 1115666754
- International Standard Name Identifier: 0000 0003 9210 6875
- Library of Congress Control Number: no2012147493
- MusicBrainz: c871ba90-625a-4130-884a-42c5f690d804
- Système universitaire de documentation: 199711658
- Virtual International Authority File: 286092666
- WorldCat: E39PBJmdxb4kjvFYB3xWtpqbBP